# Kokemäki
Kokemäki (in svedese Kumo) è una città finlandese di 6903 abitanti, situata nella regione del Satakunta.